# Пам'ятник Олександру Ханжонкову (Ялта)

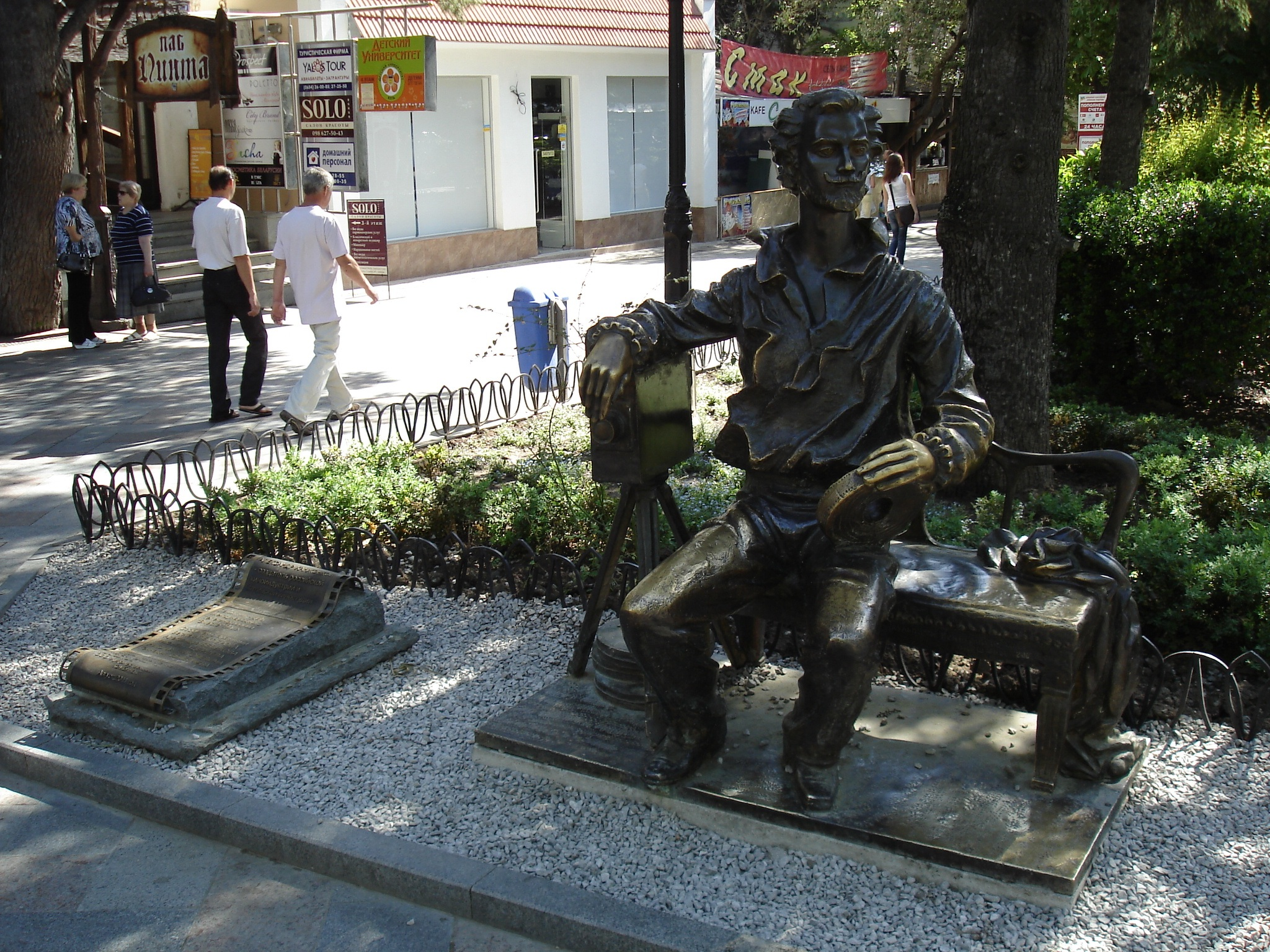
пам'ятник Олександру Ханжонкову на Пушкінській (Ялта)

Пам'ятник Олександру Ханжонкову — пам'ятник у місті Ялта, Крим, присвячений Ханжонкову Олександру Олексійовичу — українському підприємцю, організатору кінопромисловості, продюсеру, режисеру, сценаристу, одному із піонерів європейського кінематографу. Він був відкритий в 2011 році.
Монумент Ханжонкову бронзовий. Скульптори — Геннадій та Федір Паршини. Спонсори — організатори XII Міжнародного телекінофоруму «Разом». Пам'ятник планували встановити безпосередньо біля кіностудії Ялти. Але дозвіл на це не було отримано і пам'ятник встановлено в ста метрах від цієї будови — на перетині вулиць Боткинська і Пушкинська.
Також попередньо обговорювана «двофігурна композиція» Ханжонкова разом з актрисою Вірою Холодною не була реалізована внаслідок браку коштів.